# 類猿人ターザン (1981年の映画)
『類猿人ターザン』（るいえんじんターザン、Tarzan, the Ape Man）は、ジョン・デレク監督によって制作された1981年のアクション・アドベンチャー映画である。
ボー・デレク、リチャード・ハリス、ジョン・フィリップ・ロー、マイルズ・オキーフが出演している。トム・ロウとゲイリー・ゴダードが脚本を担当し、エドガー・ライス・バローズの1912年の小説『類猿人ターザン』を原作としているが、本作はジェーンの視点から描かれている。音楽はペリー・ボトキン・ジュニアが担当した。
ターザン役で起用されたリー・カナリートは撮影初期に解雇（または辞退）され、代役としてスタントダブルのマイルズ・オキーフが急遽起用された。1960年代初頭にターザンを演じたジョック・マホニーがスタントコーディネーターを務めた。
この映画は評論家や原作ファンから酷評された。一部では「史上最悪の映画」の一つという評価もなされている。そのような評判にもかかわらず、製作費650万ドルに対し興行収入は3650万ドルであり、商業的には成功した。

## あらすじ
ジェームズ・パーカーはアフリカにおいて大型動物を狙うハンターであり、象牙を求めて、死期を悟った象が入っていくと言われるジャングルを探している。そのため、彼は妻とまだ幼い娘を捨てた。妻の死後、疎遠になっていた娘ジェーンがジェームズのもとを訪ね、やがて彼の探検隊に加わる。探検の途中、ジェーンは「白い猿」ターザンの伝説を知る。ターザンは巨大であるといい、ジェームズ一行はターザンを恐れた。ある夜、彼らは遠くからターザンの大きな叫び声がするのを聞く。しかし、ターザンは実は、アフリカのジャングルで猿に育てられた文明を知らない白人男性だった。ターザンとジェーンが短い出会いをした後、ジェームズ一行のメンバーが地元の部族に捕らえられて次々に姿を消すようになる。ジェームズは、これらはターザンの仕業であり、ターザンがジェーンを狙っているのではないかと考え、ターザンを殺害するために追跡を始める。
ジェームズに追われていることに気づいたターザンは、ジェームズに捕まることなくジェーンを連れ去ることに成功する。時が経つにつれ、ジェーンとターザンはお互いに惹かれ合う。ターザンの助けにより、ジェーンは父親のもとに戻る。しかし、ジェーンがターザンとともに近づいてくるのをみたジェームズは、ジェーンが誘拐犯のターザンから逃げているところだと誤解する。ジェーンが状況を説明するが、ジェームズはターザンに発砲し、ターザンは逃げ出す。その後すぐに、ジェームズ一行は原住民に捕らえられる。彼らはジェーンを部族の長であるアイボリー・キングの妻にしようとする。これを目撃した猿がターザンにそれを報告する。原住民はジェーンの服を脱がせて縛り上げ、ジェーンの裸の体を人前で洗い、ジェーンの抗議を嘲笑しながら白い塗料を塗りつける。ジェームズはジェーンを守ろうとするが、アイボリー・キングに殴られ、象牙で刺される。そこにターザンが現れ、アイボリー・キングとの一騎討ちの後に首を折って殺し、ジェーンを救出する。
ジェーンは、ジェームズが刺し傷で絶命する前に最後の別れを告げる。ジェーンとターザンは夫婦となり、他の動物達と平和に暮らす。

## キャスト
| 役名                 | 俳優                     | 日本語吹替                                   | 日本語吹替 |
| 役名                 | 俳優                     | テレビ朝日版                                 | TBS版      |
| -------------------- | ------------------------ | -------------------------------------------- | ---------- |
| ジェーン・パーカー   | ボー・デレク             | 鈴木弘子                                     | 佐々木優子 |
| ジェームズ・パーカー | リチャード・ハリス       | 納谷悟朗                                     | 大塚周夫   |
| ハリー・ホルト       | ジョン・フィリップ・ロー | 津嘉山正種                                   |            |
| ターザン             | マイルズ・オキーフ       |                                              |            |
| その他               |                          | 高畑淳子 川端千秋 西野純司 玉木茂久 星野充昭 |            |

- テレビ朝日版：初放映日1984年1月8日『日曜洋画劇場』
- TBS版：初放映日1991年7月17日『水曜ロードショー』

## スタッフ
- 監督：ジョン・デレク
- 製作：ボー・デレク
- 原作：エドガー・ライス・バローズ「類猿人ターザン」
- 脚本：トム・ロウ、ゲイリー・ゴダード
- 音楽：ペリー・ボトキンJr.
- 撮影：ジョン・デレク、ヴォルフガング・ディックマン
- 編集：ジミー・リン
- 美術：アラン・ロデリック＝ジョーンズ

### 日本語版
テレビ朝日版
- 演出：高桑慎一郎
- 翻訳：進藤光太
- 効果：大野義信
- 調整：山田太平

## 製作

### 制作発表
当時ボー・デレクは、映画『テン』に出演して絶大な人気があった。『LOVEシーズン』の撮影後、ボー・デレクは『ハイ・ロード』への出演が決まっていたが、夫のジョン・デレクが監督することを希望し、それが叶わなかったために出演を辞退した。
1980年2月、MGMは、デレク夫妻とともにターザン映画を製作すると発表した。当時ワーナー・ブラザースが、ターザンの原作者エドガー・ライス・バローズの遺産管理団体からターザン映画の製作の権利を正式に取得し、ロバート・タウンとともに『グレイストーク -類人猿の王者- ターザンの伝説』という映画を制作中だったため、MGMに対し抗議した。MGMは、これから製作する映画は1932年にMGMが製作した『類猿人ターザン』のリメイクであり、1959年に同作のリメイク作品も製作しているため、その権利はMGMに属すると主張した。バローズの遺産管理団体は、MGMを提訴した。

### 脚本
共同脚本家のゲイリー・ゴダードは、2012年の映画史雑誌『フィルムマックス』のインタビューにおいて、元々ボー・デレクから依頼された、マーベル・コミックのスーパーヒロイン・ダズラーが登場する作品の脚本を作っていたが、30ページの脚本が完成したところでプロジェクトが中止となり、代わりに本作の製作に取り掛かったことを明らかにした。当初よりボー・デレクが演じるジェーンが主人公とされていたが、仮タイトルは"Me, Jane"だった。ゴダードは、本作の脚本を2週間で執筆した。

### 撮影
撮影は1981年2月からスリランカで始められた。
当初、ターザン役はリー・カナリート(Lee Canalito)だった。カナリートは1980年に膝を怪我したためスタントマンに依存していたが、撮影開始後にそのスタントマンが緊急の盲腸手術を受けることになったため、ターザン役は急遽、スタントダブルのマイルズ・オキーフに変更となった。しかし、ボー・デレクはターザン役の変更について別の説明をしており、「リーは太りすぎており、最初のラッシュを見たとき、彼は揺れすぎていた」と述べている。
リチャード・ハリスはデレク夫妻といっしょに仕事ができることを楽しんでいた。ボー・デレクは本作の4年前に、ハリス主演の映画『オルカ』で共演していた。

## 反応
公開後のこの映画の評判は良くなかった。映画評論家・映画史家のレナード・マルティンは、本作を「史上最悪の映画」の一つだとしている。著書『レナード・マルティンのテレビ映画・ビデオガイド』においてマルティンは、「錯乱した『リメイク』には、アクション、ユーモア、魅力が欠けている。ジョニー・ワイズミュラーとの比較は忘れてくれ。オキーフは、エルモ・リンカーンをエドウィン・ブースのように見せている。この映画を見ているときに地震を感じたとしたら、それはエドガー・ライス・バローズが墓の中で身悶えしているためかもしれない」と書いている。イギリスの映画評論家レスリー・ハリーウェルは本作について、「間違いなくターザン映画の中で最悪であり、おそらく今まで作られた中で最も退屈な映画の一つだ。動物たちの演技さえもひどい」と酷評した。トーマス・S・ヒシャクも本作について、「ジョン・デレクが才能の欠片もなく製作・監督した『類猿人ターザン』は、史上最悪の映画リストの上位にランクインすることが多い」と否定的な評価をしている。
本作における性的な暗示は笑いを誘うものであり、ハリウッドの業界紙『ハリウッド・リポーター』は、本作は「ぎこちない会話と馬鹿げた状況」が「滑稽だ」と表現し、ジェーンとオランウータンが性的な前戲をしているように見えるラストシーンは「ほぼポルノ的だ」と述べた。このラストシーンは激しい論争を呼んだ。原作者バローズの相続人は、デレクのプロダクションと配給元のMGMを提訴し、裁判官は4分間のラストシーンを1分未満に縮めるよう命じた。
映画評論家のロジャー・イーバートは、本作に対してやや肯定的な評価をし、4点満点中の2.5点を与えた。イーバートは、本作は「完全に滑稽だが、同時にある種の人を魅了する魅力がある」と述べた。イーバートは、ハリスの才能が完全に無駄にされており、本作のストーリーのピークは「理解不能」だとしつつも、これまでの映画化作品では軽視されてきた、ターザンとジェーンの間の性的な情熱と緊張を率直に描写したことを評価した。イーバートは、「ターザンとジェーンのシーンは、高潔な野蠻人により、純粋な欲望により、動物的な魅力により、そして確かに、（ハードコアポルノよりも遥かにセクシーな）ソフトコアポルノにより、衝撃を与えた」と述べた。
ジョン・グラントは『ファンタジー百科事典』の中で本作を回顧的にレビューして、「ターザン映画の中で最もひどい作品として広く認識されているが、素晴らしいシーン（素晴らしい映像美や、時に滑稽なシーンなど）も十分にあるため、40分ほどカットすれば高い評価を得られるだろう。しかし、現状では不快な後味が残る。それは、女性を性的に辱めることにエロティシズムを見出す層にアピールする意図が感じられてしまうからである」と書いている。Rotten Tomatoesでは、22件のレビューにおいて高評価は2件(9%)である。CinemaScoreの観客調査では、平均評価はD+だった。

### 興行収入
否定的な論評にもかかわらず、本作は興行的には成功を収めた。公開後初の週末において、全米で最も興行収入の高い映画となり、初週だけで6,700,809ドルを稼いだ。北米における総興行収入は36,565,280ドルだった。

## 受賞とノミネート
| 賞                       | 受賞日        | 部門             | 受賞者                         | 結果       | 出典          |
| ------------------------ | ------------- | ---------------- | ------------------------------ | ---------- | ------------- |
| ゴールデンラズベリー賞   | 1982年3月29日 | 最低作品賞       | 最低作品賞                     | ノミネート | [ 24 ]        |
| ゴールデンラズベリー賞   | 1982年3月29日 | 最低監督賞       | ジョン・デレク                 | ノミネート | [ 24 ]        |
| ゴールデンラズベリー賞   | 1982年3月29日 | 最低主演男優賞   | リチャード・ハリス             | ノミネート | [ 24 ]        |
| ゴールデンラズベリー賞   | 1982年3月29日 | 最低主演女優賞   | ボー・デレク                   | 受賞       | [ 24 ]        |
| ゴールデンラズベリー賞   | 1982年3月29日 | 最低新人賞       | マイルズ・オキーフ             | ノミネート | [ 24 ]        |
| ゴールデンラズベリー賞   | 1982年3月29日 | 最低脚本賞       | トム・ロウ、ゲイリー・ゴダード | ノミネート | [ 24 ]        |
| ユーピター賞             | 1982年        | 最優秀国際女優賞 | ボー・デレク                   | ノミネート |               |
| スティンカーズ最悪映画賞 | 1981年        | 最悪作品賞       | 最悪作品賞                     | 受賞       | [ 25 ] [ 26 ] |
| スティンカーズ最悪映画賞 | 1981年        | 最悪監督賞       | ジョン・デレク                 | ノミネート | [ 25 ] [ 26 ] |
| スティンカーズ最悪映画賞 | 1981年        | 最悪主演女優賞   | ボー・デレク                   | ノミネート | [ 25 ] [ 26 ] |
| スティンカーズ最悪映画賞 | 1981年        | 最悪脚本賞       | トム・ロウ、ゲイリー・ゴダード | ノミネート | [ 25 ] [ 26 ] |
| スティンカーズ最悪映画賞 | 1981年        | 最悪リメイク賞   | 最悪リメイク賞                 | 受賞       | [ 25 ] [ 26 ] |

## 大衆文化において
日本の漫画『ジョジョの奇妙な冒険』の第3部「スターダストクルセイダース」の最終話において、本作に言及されている。主人公の空条承太郎は祖父ジョセフ・ジョースターに、本当にジョセフ本人であることを確認するための「くだらない質問」の一つとして「1981年の映画『類人猿〔ママ〕ターザン』の主演女優は?」と質問し、ジョセフは正しく「ボー・デレク」と答えている。このシーンは、2012年に放送されたアニメ化作品第2期の最終話にも登場する。
イギリスの音楽ユニット・ソフト・セルの1981年のアルバム『ノン・ストップ・エロティック・キャバレー』の収録曲"Frustration"の歌詞に、「ボー・デレクに会って彼女のターザンになれ」という、本作への言及がある。